# Любовни игри
„Любовни игри“ е тв игра излъчвана по bTV, в което на сцената пълнолетна жена, седяща на стол и разделена чрез двуметрова плътна и непрозрачна подвижна преграда избира един от трима седящи пълнолетни мъже, като им задава разнообразни въпроси и изслушва отговора на всеки един от тях. Тя заедно с мъжа, който е харесала, имат възможността да отидат на кратка почивка в курорт, където са им осигурени безплатни нощувка, храна, басейн и развлечения.